# ケルン (フリゲート・2代)
ケルン（ドイツ語: Köln, F 211）は、ドイツ海軍のフリゲート。ブレーメン級フリゲートの5番艦。艦名はケルン市に由来し、この名を受け継いだドイツの艦艇としては5代目にあたる。

## 艦歴
「ケルン」は、ブローム・ウント・フォスハンブルク造船所で1980年6月16日に起工し、1981年5月29日に進水、最終工程をブレーマー・フルカン造船所で仕上げ、1984年10月19日に就役した。第2機動隊群第4フリゲート戦隊に所属し、ヴィルヘルムスハーフェンを母港としていた。
ケルン市が後援団体となっている。
1988年7月にスコットランド沖合にある石油プラットフォーム・パイパー・アルファの事故でNATO艦艇部隊の一員として、事故犠牲者の捜索救出活動に参加した。
1991年1月から4月まで、湾岸戦争のために地中海の警備強化のためにドイツ海軍部隊の旗艦として派遣された。
1994年1月から4月まで、第二次国際連合ソマリア活動支援のためのサザン・クロス作戦（de:Operation Southern Cross）で第500.02任務部隊の旗艦としてソマリア沿岸で活動した。
2000年9月7日に「ケルン」は地中海常設海軍部隊（STANAVFORMED）として、「USS カロン DD-970」、「HMS ヨーク D98」、「ITS ルイージ・ドゥランド・デ・ラ・ペンネ D560」、「Hr. Ms. ファン・アムステル D831」、「HS スペツァイ F453」、「ICG トラキア F254」、「SNS ヌマンシア F83」と共に参加。航海ではアルヘシラス、ラ・スペツィア、ナポリ、ターラント、アウグスタ、チュニス、スダ（クレタ島）、イズミル、アンタルヤに寄港している。当初の計画ではスエズ運河を通過してエジプトのシャルム・エル・シェイクを訪問する予定であったが、イスラエルのハイファにて騒乱状況が発生したため取り止めとなった。2000年12月17日、ヴィルヘルムスハーフェンに帰港。「ケルン」はこの活動で18,734.5海里を航海した。
2002年1月2日に不朽の自由作戦のドイツ軍先遣隊としてヴィルヘルムスハーフェンから出航し、7月中頃に帰港。
2007年4月から10月まで対テロ戦争の一環として第150合同任務部隊に参加していた「F207 ブレーメン」と交代しアラビア半島沿岸からアフリカの角沿岸域にて展開した。
2010年8月30日に、アタランタ作戦に参加中の「F216 シュレースヴィヒ＝ホルシュタイン」と交代し護衛任務に就き、2010年12月10日にヴィルヘルムスハーフェンに帰港。
防衛予算のドイツ連邦軍の規模の削減計画と、後継艦バーデン・ヴュルテンベルク級の建造により、2012年7月31日に退役した。これは本級で最初の退役となった。